# Aeroportul Kadhdhoo
Aeroportul Kadhdhoo (IATA: KDO, ICAO: VRMK) este un aeroport din Kadhdhoo⁠(d), Laamu Atoll⁠(d), Maldive ce deservește zona Haddhunmathi Atoll⁠(d).
Situat la o altitudine de 9 m, aeroportul dispune de o singură pistă.